# L'Amant de paille
Pour plus de détails, voir Fiche technique et Distribution.
L'Amant de paille est un film français réalisé par Gilles Grangier tourné en 1950 et sorti en salles en 1951.
Il s'agit d'une adaptation de la pièce de théâtre éponyme de Marc-Gilbert Sauvajon.

## Synopsis
Gisèle Sarrazin de Fontenoy, épouse de l'armurier Gaston Sarrazin de Fontenoy, a un amant en la personne de Jimmy, employé de son mari. Pour vivre leur liaison sans problèmes, Gisèle et Jimmy imaginent un amant de paille, Stanislas, ami de Jimmy. Abusé, Gaston prend réellement Stanislas, malgré ses dénégations, pour l'amant de sa femme. Plutôt que d'abattre son rival, il désire reconquérir son épouse et, pour cela, installe Stanislas chez eux. Prudent, Stanislas ne tombera pas amoureux de Gisèle, mais la réconciliera avec son époux. Puis il deviendra professeur d'amour.

## Fiche technique
- Titre : L'Amant de paille
- Réalisation : Gilles Grangier, assisté de Claude Pinoteau
- Scénario : Marc-Gilbert Sauvajon, d'après la pièce de théâtre homonyme écrite avec André Bost
- Adaptation : Carlo Rim, Marc-Gilbert Sauvajon, A. Dhost
- Dialogue : Marc-Gilbert Sauvajon
- Décors : Guy de Gastyne, assisté de Robert Boudaloux
- Photographie : Michel Kelber
- Opérateur : Alain Douarinou
- Musique : Jean Marion
- Montage : Jacqueline Douarinou
- Son : Lucien Lacharmoise
- Maquillage : Maguy Vernadet
- Coiffures : Simone Knapp, Alex Archambault
- Photographe de plateau : Guy Rebilly
- Script-girl : Rosy Jegou
- Régisseur général : Ben Barkey
- Tournage du 20 juillet au 24 août 1950
- Format : Noir et blanc - 1,37:1 - 35 mm - Son mono
- Production : Les Films Ariane, Sirius France
- Producteur : Alexandre Mnouchkine
- Chef de production : Eyvrard de Rouvre
- Distribution : Sirius
- Durée : 86 minutes
- Genre : comédie
- Date de sortie :
  - France : 5 janvier 1951

## Distribution
- Jean-Pierre Aumont : Stanislas Michodier, ami de Jimmy
- Gaby Sylvia : Gisèle Sarrazin de Fontenoy, femme de Gaston
- Alfred Adam : Gaston Sarrazin de Fontenoy, armurier et mari de Gisèle
- Louis de Funès : Bruno, le psychiatre
- André Versini : Jimmy, employé de Gaston et amant de Gisèle
- Félix Oudart : M. Kervadec
- Lucienne Granier : la dame en noir
- Odette Barencey : la concierge
- Marcel Melrac : M. Henri
- Émile Genevois : le photographe
- Gérard Buhr : employé de Gaston
- Marcel Derville
- Jacques Favre-Bertin ou Jean-Pierre Bertin
- Jacqueline Bidoux